# تشيب ويلسون
تشيب ويلسون هو شخصية أعمال كندي، ولد في 3 مارس 1956 في فانكوفر في كندا.